# Paranauphoeta discoidalis
Paranauphoeta discoidalis är en kackerlacksart som först beskrevs av Walker, F. 1868.  Paranauphoeta discoidalis ingår i släktet Paranauphoeta och familjen jättekackerlackor. Inga underarter finns listade i Catalogue of Life.